# نل گوئین (فیلم ۱۹۲۶)
«نل گوئین» (انگلیسی: Nell Gwyn (1926 film)) فیلمی در ژانر زندگینامه‌ای و رمانتیک به کارگردانی هربرت ویلکاکس است که در سال ۱۹۲۶ منتشر شد. از بازیگران آن می‌توان به دوروتی گیش اشاره کرد.